# Alturas
Alturas é a única cidade localizada no estado americano da Califórnia, no condado de Modoc, do qual é sede. Foi incorporada em 16 de setembro de 1901.

## Geografia
De acordo com o United States Census Bureau, a cidade tem uma área de 6,35 km², onde 6,29 km² estão cobertos por terra e 0,03 km² por água.

### Localidades na vizinhança
O diagrama seguinte representa as localidades num raio de 96 km ao redor de Alturas.

## Demografia
Segundo o censo nacional de 2010, a sua população é de 2 827 habitantes e sua densidade populacional é de 449,18 hab/km². Possui 1 407 residências, que resulta em uma densidade de 223,56 residências/km².